# August Ferdinand von Pflugk
August Ferdinand von Pflugk (ur. 1662, zm. 1712) – saski polityk. Pierwszy minister Augusta II od około 1700 roku do 1712.
Rodzina von Pflugk wywodziła się z Czech i wspomniana została po raz pierwszy ok. 1000 roku. August von Pflugk był rycerzem zakonu joannitów, baronem Rzeszy i kawalerem rosyjskiego orderu Św. Andrzeja. Był również marszałkiem dworu Elektoratu Saksonii (Oberhofmarschall).
Intrygi, które prowadzili von Pflugk, Anton Egon von Fürstenberg i Jakob Heinrich von Flemming, spowodowały niełaskę kanclerza W.A. Beichlingena, którego wraz z braćmi i bliskimi przyjaciółmi aresztowano w kwietniu 1703 roku. Szefem kancelarii po Beichlingu został Oberhofmarschall von Pflugk, choć bez tytułu kanclerskiego. Do 1706 gdy powołany został Tajny Gabinet, na którego czele stanął Jakob Heinrich von Flemming, Pflugk rozdawał karty w saskiej polityce zagranicznej.